# Лафборо

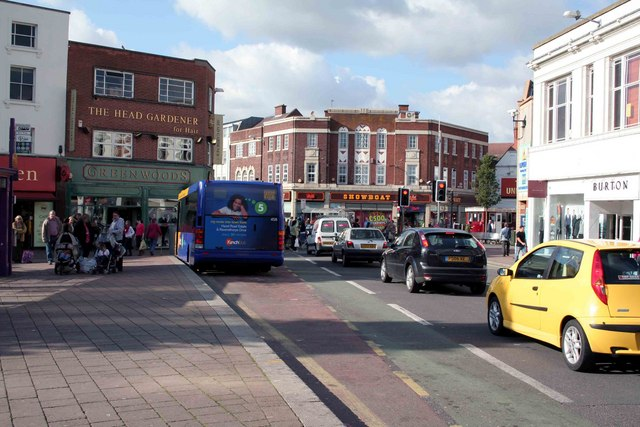
Центр міста

Ла́фборо (англ. Loughborough) — місто в окрузі Чарнвуд графства Лестершир, Англія. У 2012 році його населення становило 59 317 чоловік. Це другий за величиною населений пункт в Лестерширі (після Лестера), у ньому розташовується Рада округу Чарнвуд, а також Університет Лафборо.

## Міста-побратими
- Епіналь, Франція
- Жамблу, Бельгія
- Штутгарт, Німеччина
- Замосць, Польща
- Бхавнагар, Індія

## Відомі особистості
В поселенні народився:
- Ліам Мур (* 1993) — англійський футболіст.